# Ђирок (Тимиш)
Ђирок (рум. Giroc) насеље је у Румунији у округу Тимиш у општини Ђирок. Oпштина се налази на надморској висини од 87 m. Сада је Ђирок преграђе града Темишвара.

## Прошлост
По "Румунској енциклопедији" први помен места је био 1371-1372. године. По ослобођењу Баната од Турака у Ђуроку је 1717. године пописано 60 кућа. Село је добило жељезничку станицу на првој прузи 1858. године.
Ђирок је 1764. године православна парохија у Темишварском протопрезвирату. Аустријски царски ревизор Ерлер је 1774. године констатовао да Ђирок припада Барашком округу, Темишварског дистрикта. Становништво је претежно влашко. Када је 1797. године пописан православни клир ту су била четири свештеника. Три пароха и ђакон - све Поповићи, српским језиком се нису служили. Били су то: поп Трифун (рукоп. 1780), поп Аврам (1787), поп Христифор (1791) и ђакон Јосиф (1796).
У Ђироку, у православној цркви 1817. године је осликао Богородичин трон, иконописац из Темишвара, Емануил Антоновић.

## Становништво
Према подацима из 2002. године у насељу је живело 4295 становника.

### Попис2002.
| Расподела становништва по националности 2002.‍ | Расподела становништва по националности 2002.‍ | Расподела становништва по националности 2002.‍ | Расподела становништва по националности 2002.‍ | Расподела становништва по националности 2002.‍ |
| --------------------------------------------- | --------------------------------------------- | --------------------------------------------- | --------------------------------------------- | --------------------------------------------- |
|                                               |                                               |                                               |                                               |                                               |
| Румуни                                        | Румуни                                        |                                               | 4.060                                         | 94,6%                                         |
| Мађари                                        | Мађари                                        |                                               | 112                                           | 2,6%                                          |
| Роми                                          | Роми                                          |                                               | 31                                            | 0,7%                                          |
| Украјинци                                     | Украјинци                                     |                                               | 8                                             | 0,2%                                          |
| Немци                                         | Немци                                         |                                               | 61                                            | 1,4%                                          |
| Срби                                          | Срби                                          |                                               | 16                                            | 0,4%                                          |
| Словаци                                       | Словаци                                       |                                               | 5                                             | 0,1%                                          |

### Хронологија
| Година       | 1992 | 1993 | 1994 | 1995 | 1996 | 1997 | 1998 | 1999 | 2000 | 2001 | 2002 | 2003 | 2004 | 2005 | 2006 | 2007 | 2008 | 2009 | 2010 | 2011 | 2012 | 2013 | 2014 | 2015  | 2016  | 2017  |
| ------------ | ---- | ---- | ---- | ---- | ---- | ---- | ---- | ---- | ---- | ---- | ---- | ---- | ---- | ---- | ---- | ---- | ---- | ---- | ---- | ---- | ---- | ---- | ---- | ----- | ----- | ----- |
| Становништво | 3964 | 3917 | 3920 | 3887 | 3832 | 3827 | 3843 | 3871 | 3904 | 3955 | 3991 | 4025 | 4107 | 4260 | 4461 | 4724 | 5076 | 5509 | 6054 | 7015 | 7954 | 8751 | 9628 | 10505 | 11756 | 13175 |